# Джейсон Гікел
Джейсон Гікел (англ. Jason Hickel; нар. 1982) — економічний антрополог, професор Інституту екологічних наук і технологій при Автономному університеті Барселони, науковий співробітник Міжнародного інституту нерівності при Лондонській школі економіки та член Королівського товариства мистецтв. Відомий дослідженнями глобальної нерівності та політичної екології.

## Біографія
Народився і виріс у Свазіленді (нині Есватіні), де його батьки були лікарями в розпал кризи СНІДу. Здобув ступінь бакалавра з антропології у Вітонському коледжі в США (2004). Працював у неприбутковому секторі в Нагаленді в Індія та у Свазіленді, здобув ступінь доктора філософії з антропології в Університеті Вірджинії в серпні 2011 року. Його докторська дисертація називалася «Демократія і саботаж: моральний порядок і політичний конфлікт у Квазулу-Наталі, Південна Африка. Викладав у Лондонській школі економіки у 2011–2017 роках і в Лондонському університеті Голдсмітс у 2017–2021 роках.
У 2017–2019 роках працював у робочій групі Лейбористської партії Великої Британії з міжнародного розвитку. У 2020 році працював у Консультативній групі зі статистики для Доповіді про розвиток людини ООН і в консультативній раді для Європейського зеленого курсу.

### Книги
- Hickel, Jason (2020). Less is More: How Degrowth Will Save the World. Penguin Random House. ISBN 9781785152498. Архів оригіналу за 5 січня 2022. Процитовано 20 грудня 2021.
- Hickel, Jason (2017). The Divide: A Brief Guide to Global Inequality and its Solutions. Random House. ISBN 978-1-4735-3927-3. Архів оригіналу за 20 грудня 2021. Процитовано 20 грудня 2021.
- Hickel, Jason; Haynes, Naomi (2018). Hierarchy and Value: Comparative Perspectives on Moral Order. Berghahn Books. ISBN 978-1-78533-998-1. Архів оригіналу за 20 грудня 2021. Процитовано 20 грудня 2021.
- Hickel, Jason (2016). Neoliberalism and the End of Democracy. У Springer, Simon; Birch, Kean; MacLeavy, Julie (ред.). The Handbook of Neoliberalism. Routledge. ISBN 978-1138844001. Архів оригіналу за 20 жовтня 2020. Процитовано 20 грудня 2021.
- Hickel, Jason (2015). Democracy as Death: The Moral Order of Anti-Liberal Politics in South Africa. University of California Press. ISBN 978-0-520-95986-6. Архів оригіналу за 20 грудня 2021. Процитовано 20 грудня 2021.
- Healy-Clancy, Meghan; Hickel, Jason (2014). Ekhaya: The Politics of Home in KwaZulu-Natal. University of KwaZulu-Natal Press. ISBN 978-1-86914-254-4. Архів оригіналу за 20 грудня 2021. Процитовано 20 грудня 2021.

### Переклади українською
- Перевернути міф про корупцію [Архівовано 20 грудня 2021 у Wayback Machine.] // Спільне, 11.02.2014.
- Расистські подвійні стандарти міжнародного розвитку [Архівовано 20 грудня 2021 у Wayback Machine.] // Спільне, 21.07.2020.